# Johann Schobert
Johann Schobert, nemški skladatelj in čembalist, * okrog 1720, † 28. avgust 1767, Pariz. 
Kraj njegovega rojstva ni znan, verjetno pa izhaja iz Šlezije ali iz Nürnberga. Njegova oprijemljiva biografija se začne leta 1760, ko se je preselil v Pariz. Skomponiral je mnogo sonat za čembalo, ki so močno vplivale na Mozarta (mnogo izmed njih je prirejal in predeloval v svojih klavirskih sonatah in koncertih. 
Umrl je skupaj z ženo in otroki, po zaužitju strupenih gob.